# Facundo Colidio
Facundo Colidio (Rafaela, 4 januari 2000) is een Argentijns voetballer die in het seizoen 2020/21 door Inter Milan wordt uitgeleend aan Sint-Truidense VV. Colidio is een aanvaller.

## Carrière
Colidio genoot zijn jeugdopleiding bij Atlético de Rafaela en Boca Juniors. In september 2017 maakte hij voor 9,5 miljoen euro de overstap naar Inter Milan, waar hij eerst in de jeugdafdeling werd ondergebracht. Een jaar later won Colidio naast de landstitel bij de U19 ook de Viareggio Cup, een prestigieus jeugdvoetbaltoernooi.
In augustus 2019 werd Colidio voor één seizoen uitgeleend aan de Belgische eersteklasser Sint-Truidense VV, waar hij zijn eerste profervaring vergaarde. Onder trainer Marc Brys kwam hij niet veel aan spelen toe, waardoor hij pas op de 22e speeldag zijn eerste basisplaats kreeg na vijf eerdere invalbeurten. Colidio bedankte met een goal en een assist voor Alexandre De Bruyn tegen KV Kortrijk. Een week later was hij tijdens de 1-3-zege tegen Royal Excel Moeskroen goed voor drie assists. Mede door het vertrek van Yohan Boli tijdens de winterstop kreeg hij in de tweede helft van het seizoen, dat weliswaar werd ingekort vanwege de coronapandemie, meer speeltijd. In juni 2020 werd het huurcontract met een jaar verlengd.

## Clubstatistieken
| Seizoen | Club           | Land            | Competitie         | Competitie | Competitie | Beker | Beker | Internationaal | Internationaal | Totaal | Totaal |
| Seizoen | Club           | Land            | Competitie         | Wed.       | Dlp.       | Wed.  | Dlp.  | Wed.           | Dlp.           | Wed.   | Dlp.   |
| ------- | -------------- | --------------- | ------------------ | ---------- | ---------- | ----- | ----- | -------------- | -------------- | ------ | ------ |
| 2018/19 | Internazionale | Vlag van Italië | Serie A            | 0          | 0          | 0     | 0     | 0              | 0              | 0      | 0      |
| 2019/20 | → STVV         | Vlag van België | Jupiler Pro League | 12         | 1          | 1     | 0     | —              | —              | 13     | 1      |
| 2020/21 | → STVV         | Vlag van België | Jupiler Pro League | 31         | 2          | 2     | 0     | —              | —              | 33     | 2      |
| Totaal  | Totaal         | Totaal          | Totaal             | 43         | 3          | 3     | 0     | 0              | 0              | 46     | 3      |

## Trivia
- Colidio heeft via zijn betovergrootouders Italiaans bloed.[6]
- Colidio was in 2020 een van de honderd genomineerden voor de Golden Boy Award.[7]

2 Ogawa ·
4 Belaïd ·
5 Taniguchi ·
6 Yanamoto ·
7 Brahimi ·
8 Fujita ·
9 Ferrari ·
10 Lamkel Zé ·
11 Delpupo ·
12 Coppens ·
13 Ito ·
14 Dumont ·
15 Zahiroleslam ·
16 Kokubo ·
19 Patris ·
20 Van Helden ·
21 Lendfers ·
22 Janssens ·
23 Barnes ·
24 Mindombe ·
25 Teuchy ·
27 Ananou ·
31 Godeau  ·
33 Diriken ·
34 Lambotte ·
37 Alexis ·
60 Vanwesemael ·
91 Bertaccini ·
Coach: Mazzù